# دونالد اولسن
دونالد اولسن (بالإنجليزية: Donald Olsen) هو مهندس معماري أمريكي، ولد في 23 يوليو 1919، وتوفي في 21 مارس 2015.